# Kiana Blanckert
Kiana Blanckert (Perth, 25 februari 2007) is een Australisch-Zweeds zangeres. Ze nam deel aan Melodifestivalen 2023.

## Biografie
Blanckert werd geboren in Australië, het land van haar moeder. Op tweejarige leeftijd verhuisde ze met haar familie naar Zweden. In 2021 nam ze deel aan de talentenjachtshow Talang, de Zweedse versie van Holland's Got Talent. Hierin bereikte ze de finale en eindigde ze op de tweede plaats. Op 25 februari 2024 nam Blanckert met het nummer Where did you go deel aan de vierde halve finale van Melodifestivalen 2023. De regels van Melodifestivalen schrijven voor dat iedere kandidaat minstens zestien jaar oud moet zijn. Blanckert bereikte deze leeftijd precies op de dag dat ze aantrad op Melodifestivalen. Ze bereikte de derde plaats waardoor ze opnieuw mocht aantreden in de tweede kansronde. Hier bereikte ze opnieuw de derde plaats waardoor ze de finale behaalde die plaatsvond in de Friends Arena in Solna op 11 maart 2023. Blanckert wist hier de zesde plaats te bereiken.

## Discografie

### Singles
- 2023: Where did you go